# Козак Василь

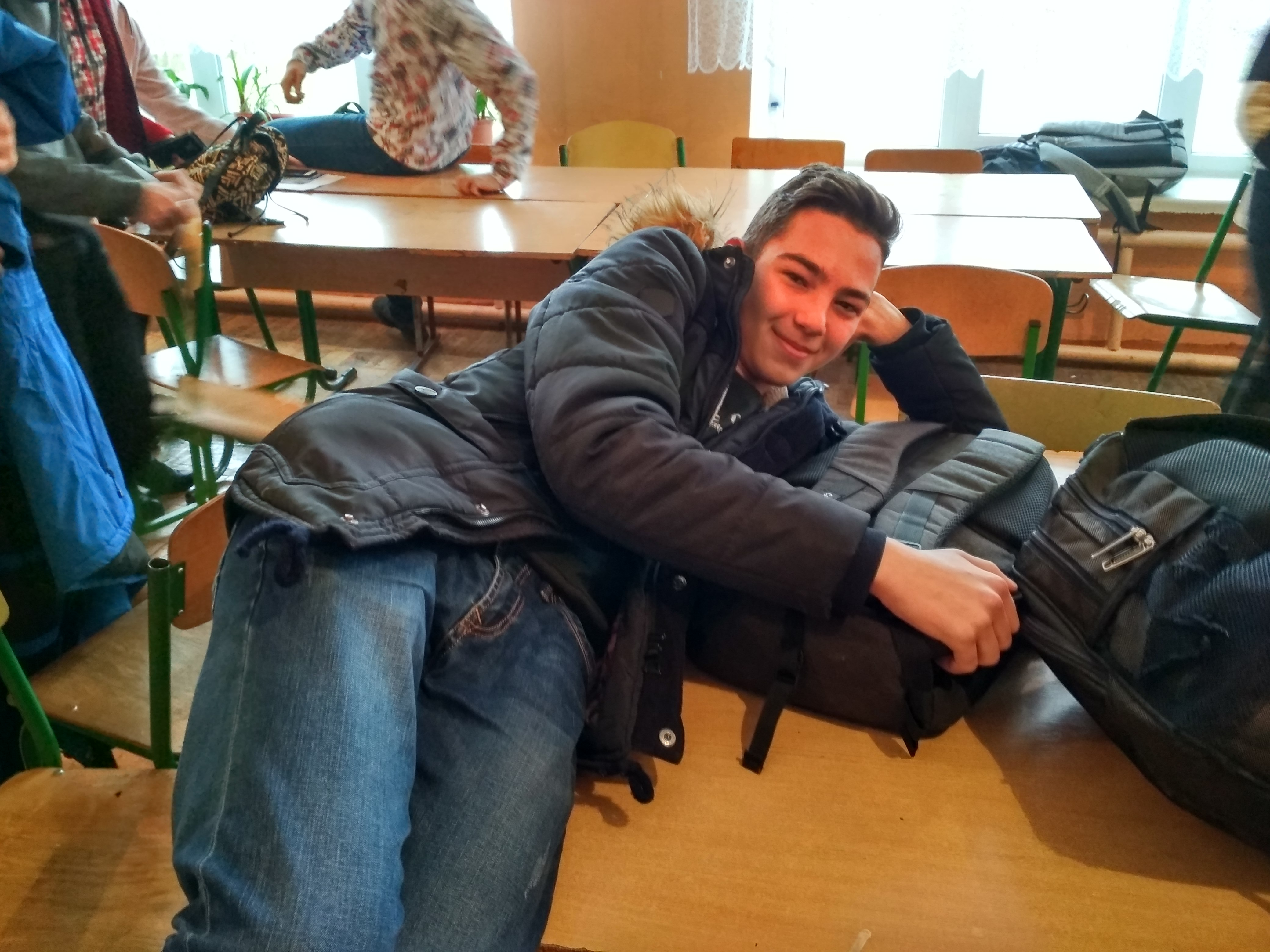
Іван Миколайчук в ролі Козака Василя

Козак Василь — головний герой однойменних мультфільму (1945) і фільму (1972), знятих за мотивами повісті «Пропала грамота» Гоголівського циклу «Вечори на хуторі біля Диканьки». Втілений на екрані актором Іваном Миколайчуком.

## Короткий опис персонажа
Козак Василь безстрашний і вільнолюбний, майстерно управляється із шаблею, пістолетом, батогом, є чудовим вершником, хоча й не гидує суто жіночою роботою як то мотання пряжі. Він перебуває у добрих стосунках з Гетьманом Війська Запорозького, який і відправляє його з документом державної важливості до російської Імператриці в Петербург. Відправним пунктом його подорожі є Батурин. При цьому він двічі вирушає в дорогу, тому що спочатку він трошки відхилився від маршруту. По одягу, що його носить Василь, можна сказати, що він середнього статку. По розповсюдженій козацькій традиції тих часів, Козак Василь носить оселедець і палить люльку. Сорт тютюну, що він обирає — самосад. 

Він благочестивий, живе відповідно до Писання і згідно із заповідями. Проте, отримане ним завдання має для нього велике значення, і він готовий грати в дурня з відьмою, щоб виконати доручення. Попри те що Василь не картяр, йому щастить в карти (В епізоді гри з відьмою, коли на коні стоїть його душа, він плює в карти і з успіхом відіграє також душу свого друга, запорожця Андрія й інших нещасних, що вже потрапили до пекельного казану). Його можна схарактеризувати як фаталіста.
«Козак Василь — класичний персонаж конфлікту, суть якого полягає в тому, що на шляху героя оповідання встає нечиста сила». При цьому, він є «прикладом героя оповідань, що переміг демонічні сили зла».

## Екранізація
Під час створення сценарію до фільму «Пропала грамота» поет та письменник Іван Драч, при особистій участі Івана Миколайчука, значно поглибив образ козака Василя, додавши йому всеосяжні позитивні якості, зробивши його образ втіленням легендарного Запорізького лицарства. Це, у сполученні із блискучим втіленням образа Іваном Миколайчуком, зробило козака Василя надзвичайно популярним як серед українців, так і на теренах всього колишнього СРСР.
Фільм «Пропала грамота» був знятий на кіностудії імені Довженка ще в 1972 році, однак, у ньому побачили ознаки націоналізму, і він був заборонений до показу як у кінотеатрах, так і на телебаченні. Фільм вийшов на телеекрани тільки після розпаду СРСР. Фільм був визнаний гідним «Золотою Пагодою» на кінофестивалі в Бангкоку.
Про пригоди Козака Василя в 1945 році був знятий також мультфільм «Пропала грамота».

## Образ у культурі
Фрази, які Козак Василь говорить у фільмі й у книзі, увійшли в збірники й словники «Крилатих фраз і афоризмів вітчизняного кіно?», у фразеологічні словники російської мови і цитатники всесвітньої літератури.
Козак Василь зображений на картині Олександра Бубнова «Пропала грамота», ілюстраціях [недоступне посилання з серпня 2019] Віктора Анатолійовича Королькова, і на літографіях [Архівовано 4 Березня 2016 у Wayback Machine.] відомого митця Володимира Маковського до повісті М. В. Гоголя.